# Statistiche e record dei Premi Oscar
Di seguito sono riportate le varie statistiche e i record che riguardano i Premi Oscar.
Gli elenchi sono disposti in ordine decrescente di premi e candidature, in seguito in ordine cronologico e alfabetico.
Le statistiche sono aggiornate al 21 marzo 2024, dopo la 96ª cerimonia di premiazione.

## Generali

### Maggior numero di premi e candidature

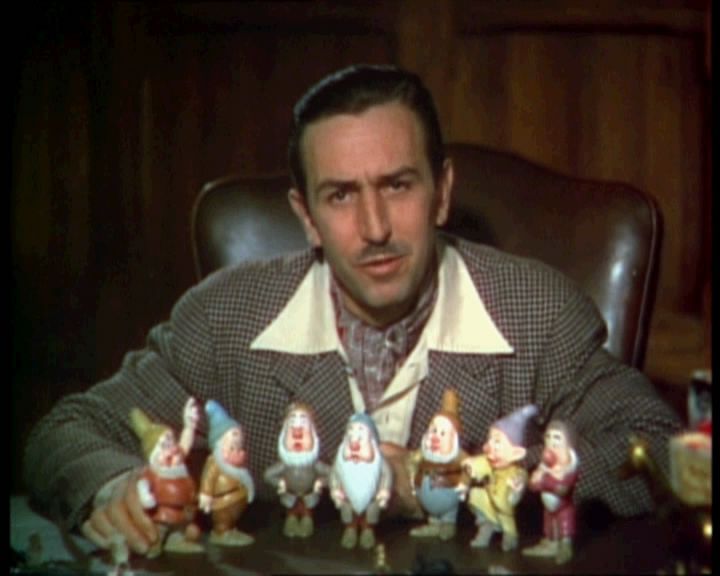
Walt Disney ha ottenuto in carriera 26 Oscar (di cui 22 competitivi) su 59 candidature.

Di seguito sono riportate le persone o le aziende con il maggior numero di premi o di candidature:
Premi (competitivi e non)
- 26 - Walt Disney
- 20 - Kodak
- 18 - Panavision
- 14 - Italia
- 13 - Metro-Goldwyn-Mayer
- 13 - Iain Neil
- 12 - Francia
- 11 - Cedric Gibbons
- 10 - Farciot Edouart
- 9 - Alfred Newman
- 9 - Douglas Shearer
- 9 - Dennis Muren
- 9 - Technicolor
- 8 - Warner Bros.
- 8 - Edith Head[2]
- 8 - Edwin B. Willis
- 8 - Alan Menken
- 8 - Loren L. Ryder
- 8 - Richard Edlund
- 8 - Edward H. Reichard

Premi (solo competitivi)
- 22 - Walt Disney
- 12 - Metro-Goldwyn-Mayer
- 11 - Cedric Gibbons
- 11 - Italia
- 9 - Francia
- 9 - Alfred Newman
- 8 - Edith Head[2]
- 8 - Alan Menken
- 8 - Dennis Muren
- 8 - Edwin B. Willis
- 7 - Rick Baker
- 7 - Richard Day
- 7 - Gordon Hollingshead
- 7 - Fred Quimby
- 7 - Gary Rydstrom
- 7 - Warner Bros.

Candidature
- 62 - Metro-Goldwyn-Mayer
- 59 - Walt Disney
- 54 - John Williams[3][4]
- 43 - Alfred Newman
- 42 - Warner Bros.
- 38 - Cedric Gibbons
- 38 - Francia
- 35 - Edith Head
- 32 - Edwin B. Willis
- 32 - Italia
- 29 - Lyle R. Wheeler
- 26 - Sam Comer
- 26 - Sammy Cahn
- 25 - Paramount Pictures

### Maggior numero di candidature consecutive
Di seguito sono riportate le persone o le aziende candidate in almeno 9 anni consecutivi:
- 22 - Walt Disney (1941-1962)
- 19 - Edith Head (1949-1967)
- 19 - Alfred Newman (1938-1957)
- 17 - Metro-Goldwyn-Mayer (1927/28-1946)
- 13 - Columbia Studio Sound Department, John Livadary, Sound Director (1934-1946)
- 13 - Max Steiner (1938-1950)
- 13 - Warner Bros. (1932/33-1945)
- 12 - Metro-Goldwyn-Mayer Studio Sound Department, Douglas Shearer, Sound Director (1934-1945)
- 12 - Hal Pereira (1952-1963)
- 11 - Cedric Gibbons (1936-1946)
- 10 - Sam Comer (1954-1963)
- 10 - Hans Dreier (1937-1946)
- 10 - Gordon Hollingshead (1943-1952)
- 10 - Charles LeMaire (1950-1959)
- 10 - Fred Quimby (1943-1952)
- 10 - 20th Century-Fox Studio Sound Department, Edmund H. Hansen, Sound Director (1935-1944)
- 10 - Warner Bros. Studio Sound Department, Nathan Levinson, Sound Director (1936-1945)
- 9 - Ray Heindorf (1942-1950)
- 9 - Paramount Studio Studio Sound Department, Loren Ryder, Sound Director (1937-1945)
- 9 - Edwin B. Willis (1949-1957)

### Più anziani e più giovani candidati e vincitori
|                          | Tutte le categorie competitive | Tutte le categorie competitive |
| ------------------------ | ------------------------------ | ------------------------------ |
| Il più anziano candidato | John Williams                  | 91 anni                        |
| Il più anziano vincitore | James Ivory                    | 89 anni                        |
| Il più giovane candidato | Justin Henry                   | 8 anni                         |
| Il più giovane vincitore | Tatum O'Neal                   | 10 anni                        |

### Altri primati

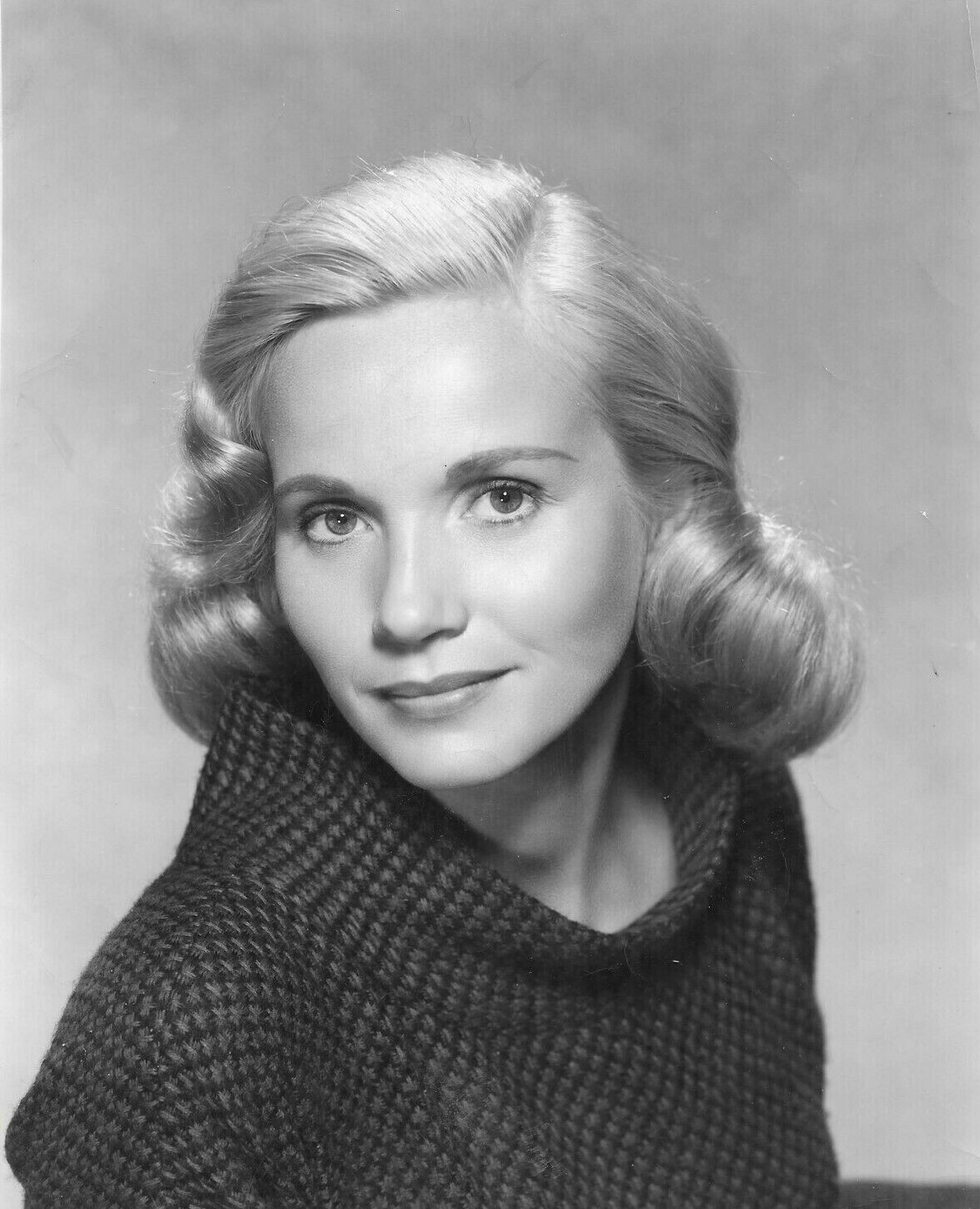
La persona più anziana ancora in vita vincitrice di un Oscarː Eva Marie Saint.

- Maggior numero di candidature e premi ad una persona in una sola cerimonia:
  - Nel 1954, Walt Disney ricevette 6 candidature e vinse 4 premi, entrambi record.
  - Nel 2025, Sean Baker ha vinto 4 premi su 4 candidature. Ha vinto miglior montaggio, miglior sceneggiatura originale, miglior regia e miglior film.[8]
- Maggior numero di premi vinti da una persona ancora in vita:
  - Dennis Muren, supervisore degli effetti visivi, ha vinto 9 Oscar: sei premi competitivi e tre premi speciali[9]
  - Alan Menken, compositore, ha vinto 8 premi competitivi
- Maggior numero di candidature a una persona ancora in vita: John Williams candidato 54 volte[3][4]
- Maggior numero di premi vinti da una donna: Edith Head ha vinto 8 premi competivi[2]
- Maggior numero di categorie in cui una persona è stata candidata:
  - Kenneth Branagh ha ricevuto 8 candidature in 7 categorie diverse (miglior regista, miglior attore protagonista, miglior attore non protagonista, migliore sceneggiatura originale, migliore sceneggiatura non originale, miglior film e miglior cortometraggio)[10][11]
  - Alfonso Cuarón ha ricevuto 11 candidature in 7 categorie diverse (migliore sceneggiatura originale, migliore sceneggiatura non originale, miglior montaggio, miglior film, miglior regista, miglior fotografia e miglior cortometraggio)
- Persona più anziana fra i candidati e i vincitori di un Oscar ancora in vitaː Eva Marie Saint (nata 4 luglio 1924); vinse nel 1955 come migliore attrice non protagonista per Fronte del porto.[12]
- Maggior numero di decenni in cui una persona è stata candidataː John Williams candidato 54 volte in 7 diversi decenni (anni 1960, anni 1970, anni 1980, anni 1990, anni 2000, anni 2010 e anni 2020).

## Film

### Film con più premi e più candidature
Di seguito sono riportati i film con almeno 6 premi o 11 candidature.
Premi
- 11 - Ben-Hur (1959)
- 11 - Titanic (1997)
- 11 - Il Signore degli Anelli - Il ritorno del re (2003)
- 10 - West Side Story (1961)
- 9 - Gigi (1958)
- 9 - L'ultimo imperatore (1987)
- 9 - Il paziente inglese (1996)
- 8 - Via col vento (1939)
- 8 - Da qui all'eternità (1953)
- 8 - Fronte del porto (1954)
- 8 - My Fair Lady (1964)
- 8 - Cabaret (1972)
- 8 - Gandhi (1982)
- 8 - Amadeus (1984)
- 8 - The Millionaire (2008)[15]
- 7 - Guerre stellari (1977)
- 7 - La mia via (1944)
- 7 - I migliori anni della nostra vita (1946)
- 7 - Il ponte sul fiume Kwai (1957)
- 7 - Lawrence d'Arabia (1962)
- 7 - Patton, generale d'acciaio (1970)
- 7 - La stangata (1973)
- 7 - La mia Africa (1985)
- 7 - Balla coi lupi (1990)
- 7 - Schindler's List - La lista di Schindler (1993)
- 7 - Shakespeare in Love (1998)
- 7 - Gravity (2013)[16]
- 7 - Everything Everywhere All at Once (2022)[17]
- 7 - Oppenheimer (2023)[18]
- 6 - La signora Miniver (1942)
- 6 - Eva contro Eva (1950)
- 6 - Un posto al sole (1951)
- 6 - Un americano a Parigi (1951)
- 6 - Un uomo per tutte le stagioni (1966)
- 6 - Il padrino - Parte II (1974)
- 6 - Forrest Gump (1994)
- 6 - Chicago (2002)
- 6 - The Hurt Locker (2008)[19]
- 6 - Mad Max: Fury Road (2015)[20]
- 6 - La La Land (2016)[21]
- 6 - Dune (2021)[22]

Candidature
- 14 - Eva contro Eva (1950)
- 14 - Titanic (1997)
- 14 - La La Land (2016)[21][23]
- 13 - Via col vento (1939)
- 13 - Da qui all'eternità (1953)
- 13 - Mary Poppins (1964)
- 13 - Chi ha paura di Virginia Woolf? (1966)
- 13 - Forrest Gump (1994)
- 13 - Shakespeare in Love (1998)
- 13 - Il Signore degli Anelli - La Compagnia dell'Anello (2001)
- 13 - Chicago (2002)
- 13 - Il curioso caso di Benjamin Button (2008)
- 13 - La forma dell'acqua - The Shape of Water (2017)[24]
- 13 - Oppenheimer (2023)[25]
- 13 - Emilia Pérez (2024)
- 12 - La signora Miniver (1942)
- 12 - Bernadette (1943)
- 12 - Johnny Belinda (1948)
- 12 - Un tram che si chiama Desiderio (1951)
- 12 - Fronte del porto (1954)
- 12 - Ben-Hur (1959)
- 12 - Becket e il suo re (1964)
- 12 - My Fair Lady (1964)
- 12 - Reds (1981)
- 12 - Balla coi lupi (1990)
- 12 - Schindler's List - La lista di Schindler (1993)
- 12 - Il paziente inglese (1996)
- 12 - Il gladiatore (2000)
- 12 - Il discorso del re (2010)[26]
- 12 - Lincoln (2012)[27]
- 12 - Revenant - Redivivo (2015)[28]
- 12 - Il potere del cane (2021)[29]
- 11 - Mr. Smith va a Washington (1939)
- 11 - Rebecca - La prima moglie (1940)
- 11 - Il sergente York (1941)
- 11 - L'idolo delle folle (1942)
- 11 - Viale del tramonto (1950)
- 11 - Vincitori e vinti (1961)
- 11 - West Side Story (1961)
- 11 - Oliver! (1968)
- 11 - Chinatown (1974)
- 11 - Il padrino - Parte II (1974)
- 11 - Due vite, una svolta (1977)
- 11 - Giulia (1977)
- 11 - Gandhi (1982)
- 11 - Voglia di tenerezza (1983)
- 11 - Amadeus (1984)
- 11 - Passaggio in India (1984)
- 11 - La mia Africa (1985)
- 11 - Il colore viola (1985)
- 11 - Salvate il soldato Ryan (1998)
- 11 - Il Signore degli Anelli - Il ritorno del re (2003)
- 11 - The Aviator (2004)
- 11 - Hugo Cabret (2011)
- 11 - Vita di Pi (2012)[27]
- 11 - Joker (2019)[30]
- 11 - Everything Everywhere All at Once (2022)[17]
- 11 - Povere creature! (2023)[25]

### Film con più premi senza vincere miglior film
Di seguito sono riportati i film con almeno 5 premi senza aver vinto l'Oscar al miglior film.
- 8 - Cabaret (1972)
- 7 - Gravity (2013)[16]
- 6 - Un posto al sole (1951)
- 6 - Guerre stellari (1977)
- 6 - Mad Max: Fury Road (2015)
- 6 - La La Land (2016)[21]
- 6 - Dune (2021)[22]
- 5 - Wilson (1944)
- 5 - Il bruto e la bella (1952)
- 5 - Il re ed io (1956)
- 5 - Mary Poppins (1964)
- 5 - Il dottor Živago (1965)
- 5 - Chi ha paura di Virginia Woolf? (1966)
- 5 - Salvate il soldato Ryan (1998)
- 5 - The Aviator (2004)
- 5 - Hugo Cabret (2011)

### Film candidati al miglior film diretti da donne
Di seguito sono riportati i film diretti da donne che sono stati candidati all'Oscar al miglior film. In grassetto i vincitori.
- 1987 - Figli di un dio minore (Randa Haines non è stata candidata alla miglior regia)
- 1991 - Risvegli (Penny Marshall non è stata candidata alla miglior regia)
- 1992 - Il principe delle maree (Barbra Streisand non è stata candidata alla miglior regia)
- 1994 - Lezioni di piano (Jane Campion è stata candidata alla miglior regia)
- 2004 - Lost in Translation - L'amore tradotto (Sofia Coppola è stata candidata alla miglior regia)
- 2007 - Little Miss Sunshine (Valerie Faris non è stata candidata alla miglior regia)
- 2010 - The Hurt Locker (Kathryn Bigelow ha vinto nella categoria miglior regia)
- 2010 - An Education (Lone Scherfig non è stata candidata alla miglior regia)
- 2011 - I ragazzi stanno bene (Lisa Cholodenko non è stata candidata alla miglior regia)
- 2011 - Un gelido inverno (Debra Granik non è stata candidata alla miglior regia)
- 2013 - Zero Dark Thirty (Kathryn Bigelow non è stata candidata alla miglior regia)
- 2015 - Selma - La strada per la libertà (Ava DuVernay non è stata candidata alla miglior regia)
- 2018 - Lady Bird (Greta Gerwig è stata candidata alla miglior regia)
- 2020 - Piccole donne (Greta Gerwig non è stata candidata alla miglior regia)
- 2021 - Nomadland (Chloé Zhao ha vinto nella categoria miglior regia)
- 2021 - Una donna promettente (Emerald Fennell è stata candidata alla miglior regia)
- 2022 - CODA - I segni del cuore (Sian Heder non è stata candidata alla miglior regia)
- 2022 - Il potere del cane (Jane Campion ha vinto nella categoria miglior regia)
- 2023 - Women Talking - Il diritto di scegliere (Sarah Polley non è stata candidata alla miglior regia)
- 2024 - Anatomia di una caduta (Justine Triet è stata candidata alla miglior regia)
- 2024 - Barbie (Greta Gerwig non è stata candidata alla miglior regia)
- 2024 - Past Lives (Celine Song non è stata candidata alla miglior regia)
- 2025 - The Substance (Coralie Fargeat è stata candidata alla miglior regia)

## Attrici e Attori

### Attori con più premi e candidature

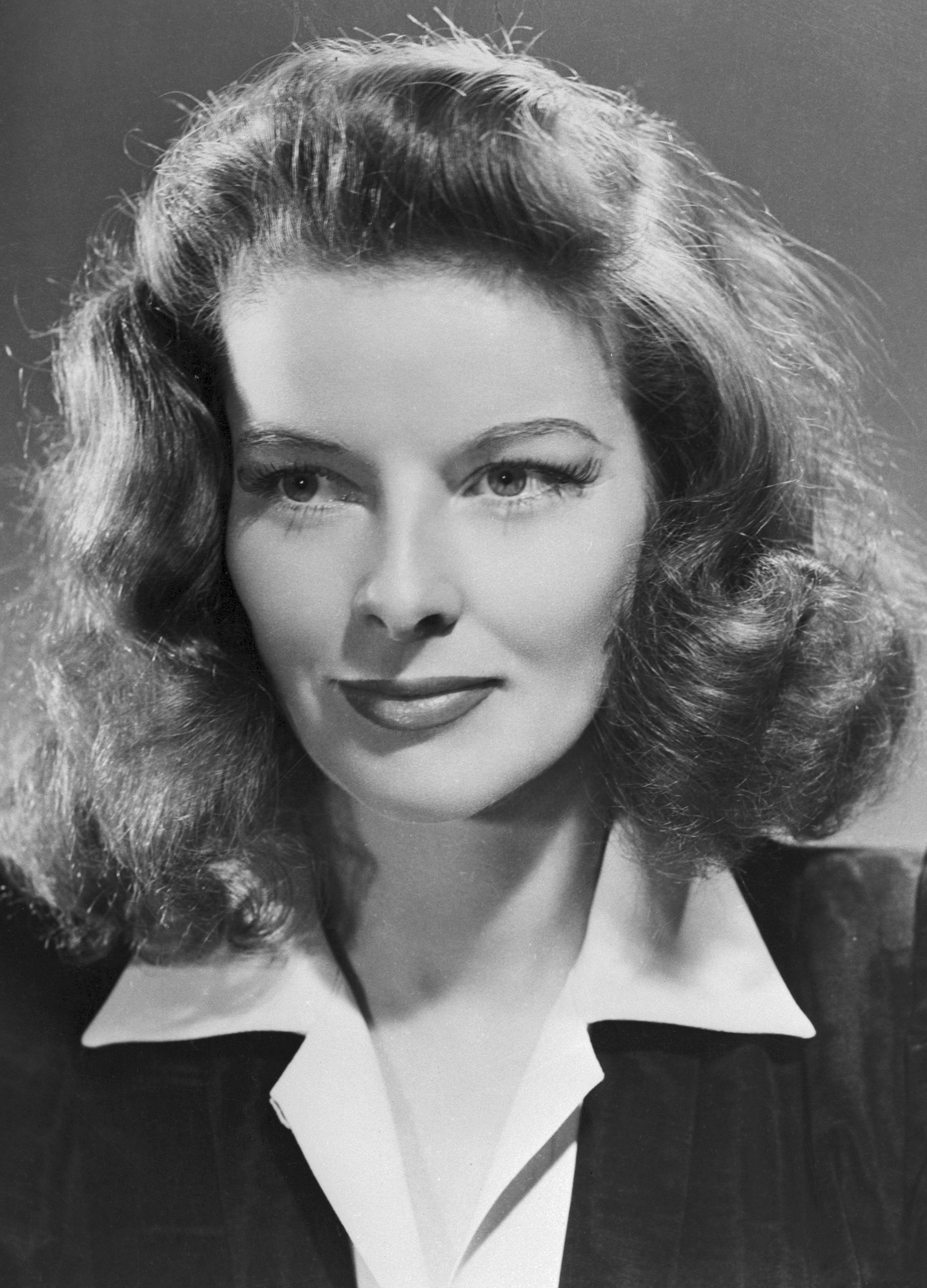
Katharine Hepburn, unica attrice ad essersi aggiudicata la statuetta per la recitazione 4 volte: nel 1934 per La gloria del mattino, nel 1968 per Indovina chi viene a cena?, nel 1969 per Il leone d'inverno e nel 1982 per Sul lago dorato.

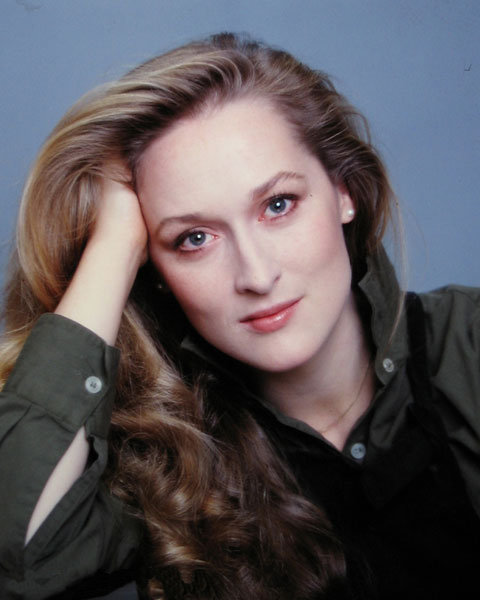
Meryl Streep detiene il record per il maggior numero di candidature ad un attore/attrice con ben 21.

Di seguito sono riportate le persone con almeno 2 premi o 7 candidature nelle categoria miglior attore/attrice e miglior attore/attrice non protagonista.
Premi
- 4 - Katharine Hepburn (1934, 1968, 1969, 1982)
- 3 - Walter Brennan (1937, 1939, 1941)
- 3 - Ingrid Bergman (1945, 1957, 1975)
- 3 - Jack Nicholson (1976, 1984, 1998)
- 3 - Meryl Streep (1980, 1983, 2012)
- 3 - Daniel Day-Lewis (1990, 2008, 2013)
- 3 - Frances McDormand (1997, 2018, 2021)
- 2 - Luise Rainer (1937, 1938)
- 2 - Bette Davis (1936, 1939)
- 2 - Spencer Tracy (1938, 1939)
- 2 - Fredric March (1933, 1947)
- 2 - Olivia de Havilland (1947, 1950)
- 2 - Vivien Leigh (1940, 1952)
- 2 - Gary Cooper (1942, 1953)
- 2 - Anthony Quinn (1953, 1957)
- 2 - Peter Ustinov (1961, 1965)
- 2 - Shelley Winters (1960, 1966)
- 2 - Elizabeth Taylor (1961, 1967)
- 2 - Helen Hayes (1933, 1972)
- 2 - Marlon Brando (1955, 1973)
- 2 - Jack Lemmon (1956, 1974)
- 2 - Glenda Jackson (1971, 1974)
- 2 - Jason Robards (1977, 1978)
- 2 - Jane Fonda (1972, 1979)
- 2 - Maggie Smith (1970, 1979)
- 2 - Melvyn Douglas (1964, 1980)
- 2 - Robert De Niro (1975, 1981)
- 2 - Sally Field (1980, 1985)
- 2 - Dustin Hoffman (1980, 1989)
- 2 - Jodie Foster (1989, 1992)
- 2 - Gene Hackman (1972, 1993)
- 2 - Jessica Lange (1983, 1995)
- 2 - Tom Hanks (1994, 1995)
- 2 - Dianne Wiest (1987, 1995)
- 2 - Michael Caine (1987, 2000)
- 2 - Kevin Spacey (1996, 2000)
- 2 - Denzel Washington (1990, 2002)
- 2 - Hilary Swank (2000, 2005)
- 2 - Sean Penn (2004, 2009)
- 2 - Christoph Waltz (2010, 2013)
- 2 - Cate Blanchett (2005, 2014)
- 2 - Mahershala Ali (2017, 2019)
- 2 - Renée Zellweger (2004, 2020)
- 2 - Anthony Hopkins (1992, 2021)
- 2 - Emma Stone (2017, 2024)
- 2 - Adrien Brody (2003, 2025)

Candidature
- 21 - Meryl Streep (1979-2018)
- 12 - Katharine Hepburn (1934-1982)
- 12 - Jack Nicholson (1970-2003)
- 10 - Bette Davis (1936-1963)
- 10 - Laurence Olivier (1940-1979)
- 9 - Spencer Tracy (1937-1968)
- 9 - Paul Newman (1959-2003)
- 9 - Al Pacino (1973-2020)
- 9 - Denzel Washington (1988-2022)
- 8 - Marlon Brando (1952-1990)
- 8 - Jack Lemmon (1956-1983)
- 8 - Geraldine Page (1954-1986)
- 8 - Peter O'Toole (1963-2007)
- 8 - Glenn Close (1983-2021)
- 8 - Judi Dench (1998-2022)
- 8 - Cate Blanchett (1999-2023)
- 8 - Robert De Niro (1975-2024)
- 7 - Ingrid Bergman (1944-1979)
- 7 - Dustin Hoffman (1968-1998)
- 7 - Jane Fonda (1970-1987)
- 7 - Greer Garson (1940-1961)
- 7 - Robert Duvall (1973-2015)
- 7 - Jeff Bridges (1972-2017)
- 7 - Kate Winslet (1996-2016)
- 7 - Richard Burton (1953-1978)

### Attori candidati per entrambe le categorie nella stessa rassegna
Di seguito sono riportate le persone che hanno ottenuto nello stesso anno la candidatura al miglior attore/attrice e miglior attore/attrice non protagonista.
- 1939 - Fay Bainter (Bandiere bianche e Figlia del vento)
- 1943 - Teresa Wright (L'idolo delle folle e La signora Miniver)
- 1945 - Barry Fitzgerald (La mia via e La mia via)
- 1983 - Jessica Lange (Frances e Tootsie)
- 1989 - Sigourney Weaver (Gorilla nella nebbia e Una donna in carriera)
- 1993 - Al Pacino (Scent of a Woman - Profumo di donna e Americani)
- 1994 - Holly Hunter (Lezioni di piano e Il socio)
- 1994 - Emma Thompson (Quel che resta del giorno e Nel nome del padre)
- 2003 - Julianne Moore (Lontano dal paradiso e The Hours)
- 2005 - Jamie Foxx (Ray e Collateral)
- 2008 - Cate Blanchett (Elizabeth: The Golden Age e Io non sono qui)
- 2020 - Scarlett Johansson (Storia di un matrimonio e Jojo Rabbit)

### Attori con più premi e candidature consecutive
Di seguito sono riportate le persone con almeno 2 premi o 4 candidature consecutive.
Premi
- 2 - Luise Rainer (1937, 1938)
- 2 - Spencer Tracy (1938, 1939)
- 2 - Katharine Hepburn (1968, 1969)
- 2 - Jason Robards (1977, 1978)
- 2 - Tom Hanks (1994, 1995)

Candidature
- 5 - Bette Davis (1939-1943)
- 5 - Greer Garson (1942-1946)
- 4 - Jennifer Jones (1944-1947)
- 4 - Thelma Ritter (1951-1954)
- 4 - Marlon Brando (1952-1955)
- 4 - Elizabeth Taylor (1958-1961)
- 4 - Al Pacino (1973-1976)

### Interpretazioni più brevi premiate
Di seguito sono riportate le interpretazioni più brevi premiate.
- 5 minuti - Beatrice Straight (Quinto potere)
- 8 minuti - Judi Dench (Shakespeare in Love)
- 9 minuti - Gloria Grahame (Il bruto e la bella)
- 10 minuti - Ben Johnson (L'ultimo spettacolo)
- 15 minuti - David Niven (Tavole separate)
- 15 minuti - Anne Hathaway (Les Misérables)
- 16 minuti - Anthony Hopkins (Il silenzio degli innocenti)
- 18 minuti - Lee Grant (Shampoo)
- 21 minuti - Jared Leto (Dallas Buyers Club)
- 23 minuti - Anthony Quinn (Brama di vivere)

### Attori più anziani e più giovani
|                          | Attore/Attore non protagonista | Attore/Attore non protagonista | Attrice/Attrice non protagonista | Attrice/Attrice non protagonista |
| ------------------------ | ------------------------------ | ------------------------------ | -------------------------------- | -------------------------------- |
| Il più anziano candidato | Christopher Plummer            | 88 anni                        | Gloria Stuart                    | 87 anni                          |
| Il più anziano vincitore | Anthony Hopkins                | 83 anni                        | Jessica Tandy                    | 80 anni                          |
| Il più giovane candidato | Justin Henry                   | 8 anni                         | Quvenzhané Wallis                | 9 anni                           |
| Il più giovane vincitore | Timothy Hutton                 | 20 anni                        | Tatum O'Neal                     | 10 anni                          |

### Attori premiati in un film diretto e/o prodotto da loro stessi
Di seguito sono riportate le persone che hanno vinto l'Oscar per la recitazione in un film del quale sono stati anche registi e/o produttore. (Sono compresi anche gli Oscar onorari)
- 1929 - Charlie Chaplin, Oscar onorario per Il circo
- 1947 - Laurence Olivier, Oscar onorario per Enrico V
- 1949 - Laurence Olivier, Miglior attore e Miglior film per Amleto
- 1999 - Roberto Benigni, Miglior attore e Miglior film straniero per La vita è bella
- 2021 - Frances McDormand, Miglior attrice e Miglior film per Nomadland

### Attori premiati o candidati per lo stesso personaggio
Di seguito sono riportate le persone che hanno vinto l'Oscar per aver interpretato lo stesso personaggio.
- 1973, 1975 - Marlon Brando e Robert De Niro (Don Vito Corleone)
- 2009, 2020 - Heath Ledger e Joaquin Phoenix (Joker)
- 1962, 2022 - Rita Moreno e Ariana DeBose (Anita di West Side Story)

Di seguito gli attori che sono stati candidati all'Oscar per aver interpretato lo stesso ruolo a distanza di anni:
- Bing Crosby (padre Bonelli)
- Paul Newman (Eddie Felson)
- Peter O'Toole (Enrico II d'Inghilterra)
- Al Pacino (Michael Corleone)
- Cate Blanchett (Elisabetta I d'Inghilterra)
- Sylvester Stallone (Rocky Balboa); detiene, anche, il record della distanza tra le due pellicole: 39 anni tra Rocky (1976) e Creed - Nato per combattere (2015) .[44]

### Altri primati
- Intervallo di tempo più lungo tra la prima e l'ultima candidaturaː Robert De Niro è stato candidato per la prima volta nel 1975 per Il padrino - Parte II (vinto) e l'ultima volta nel 2024 per Killers of the Flower Moon; un intervallo di 49 anni.
- Intervallo di tempo più lungo tra la prima e la seconda candidaturaː Judd Hirsch è stato candidato nel 1981 per Gente comune e nel 2023 per The Fabelmans; un intervallo di 42 anni.
- Intervallo di tempo più lungo tra la prima e la seconda vittoria: Helen Hayes, vincitrice nel 1933 e nel 1972; un intervallo di 39 anni.
- Attore con più candidature e nessuna vittoriaː Peter O'Toole con 8 candidature tra il 1963 e il 2007
- Attrice con più candidature e nessuna vittoriaː Glenn Close con 8 candidature tra il 1983 e il 2021

## Registi

### Registi con più premi e candidature

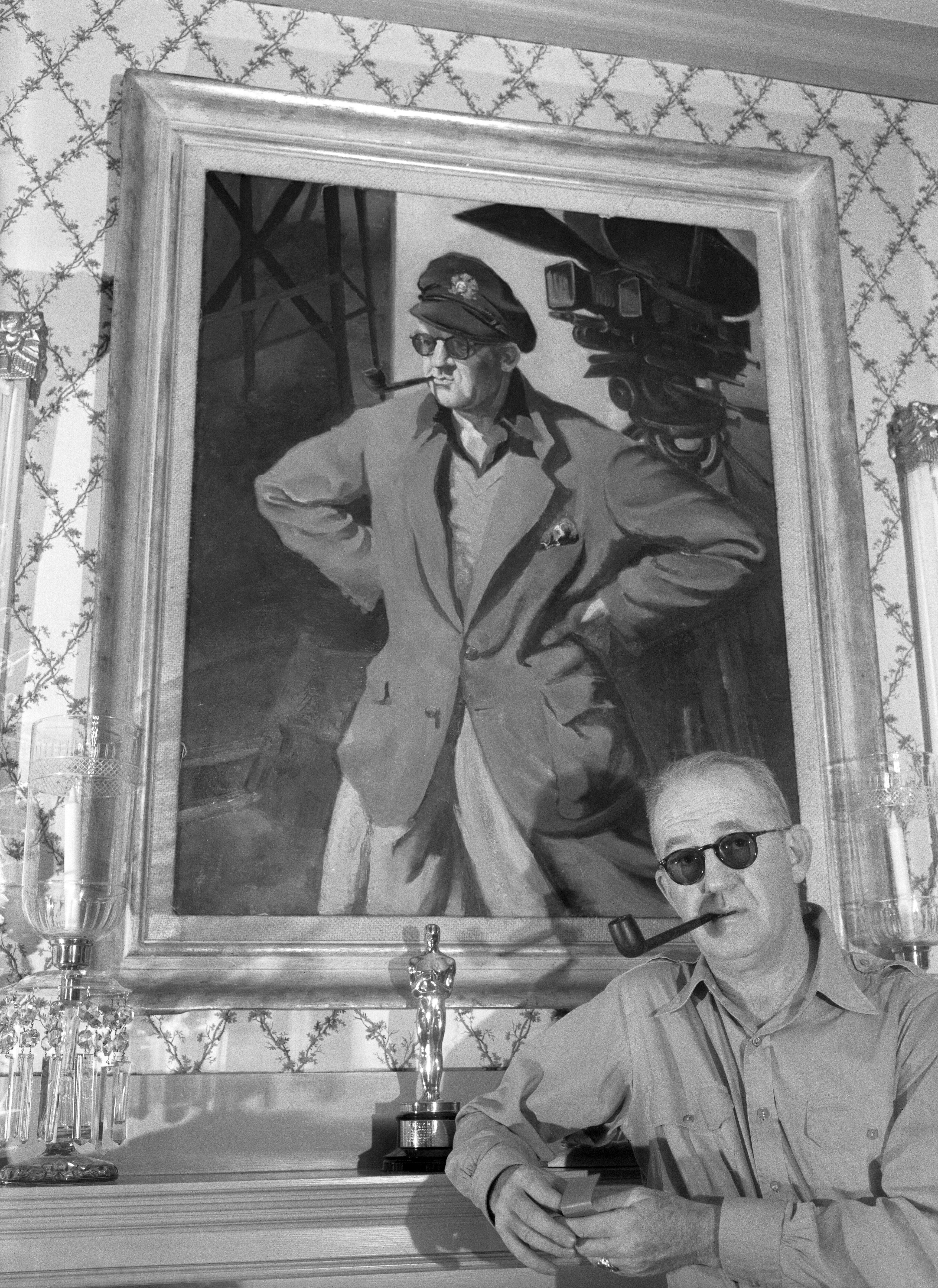
John Ford ha ricevuto l'Oscar alla migliore regia per 4 volte (1936, 1941, 1942 e 1953) ed è stato candidato 5 volte al premio.

Di seguito sono riportate i registi con almeno 2 premi o 5 candidature nella categoria miglior regista.
Premi
- 4 - John Ford (1936/1953)
- 3 - William Wyler (1943/1960)
- 3 - Frank Capra (1935/1939)
- 2 - Billy Wilder (1946, 1961)
- 2 - David Lean (1958, 1963)
- 2 - Fred Zinnemann (1954, 1967)
- 2 - Steven Spielberg (1994, 1999)
- 2 - Elia Kazan (1948, 1955)
- 2 - George Stevens (1952, 1957)
- 2 - Joseph L. Mankiewicz (1950, 1951)
- 2 - Clint Eastwood (1993, 2005)
- 2 - Lewis Milestone (1929, 1931)
- 2 - Frank Lloyd (1930, 1934)
- 2 - Leo McCarey (1938, 1945)
- 2 - Robert Wise (1962, 1966)
- 2 - Miloš Forman (1976, 1985)
- 2 - Oliver Stone (1987, 1990)
- 2 - Ang Lee (2006, 2013)
- 2 - Alejandro González Iñárritu (2015, 2016)
- 2 - Frank Borzage (1929, 1932)
- 2 - Alfonso Cuarón (2014, 2019)

Candidature
- 12 - William Wyler (1936/1965)
- 10 - Martin Scorsese (1981/2024)[3]
- 9 - Steven Spielberg (1978/2023)
- 8 - Billy Wilder (1944/1960)
- 7 - Fred Zinnemann (1949/1978)
- 7 - David Lean (1946/1985)
- 7 - Woody Allen (1978/2012)
- 6 - Frank Capra (1934/1947)
- 5 - John Ford (1936/1953)
- 5 - Elia Kazan (1948/1964)
- 5 - George Stevens (1944/1960)
- 5 - George Cukor (1934/1965)
- 5 - John Huston (1949/1986)
- 5 - King Vidor (1929/1957)
- 5 - Clarence Brown (1930/1947)
- 5 - Alfred Hitchcock (1941/1961)
- 5 - Robert Altman (1971/2002)

### Donne che hanno ricevuto una candidatura

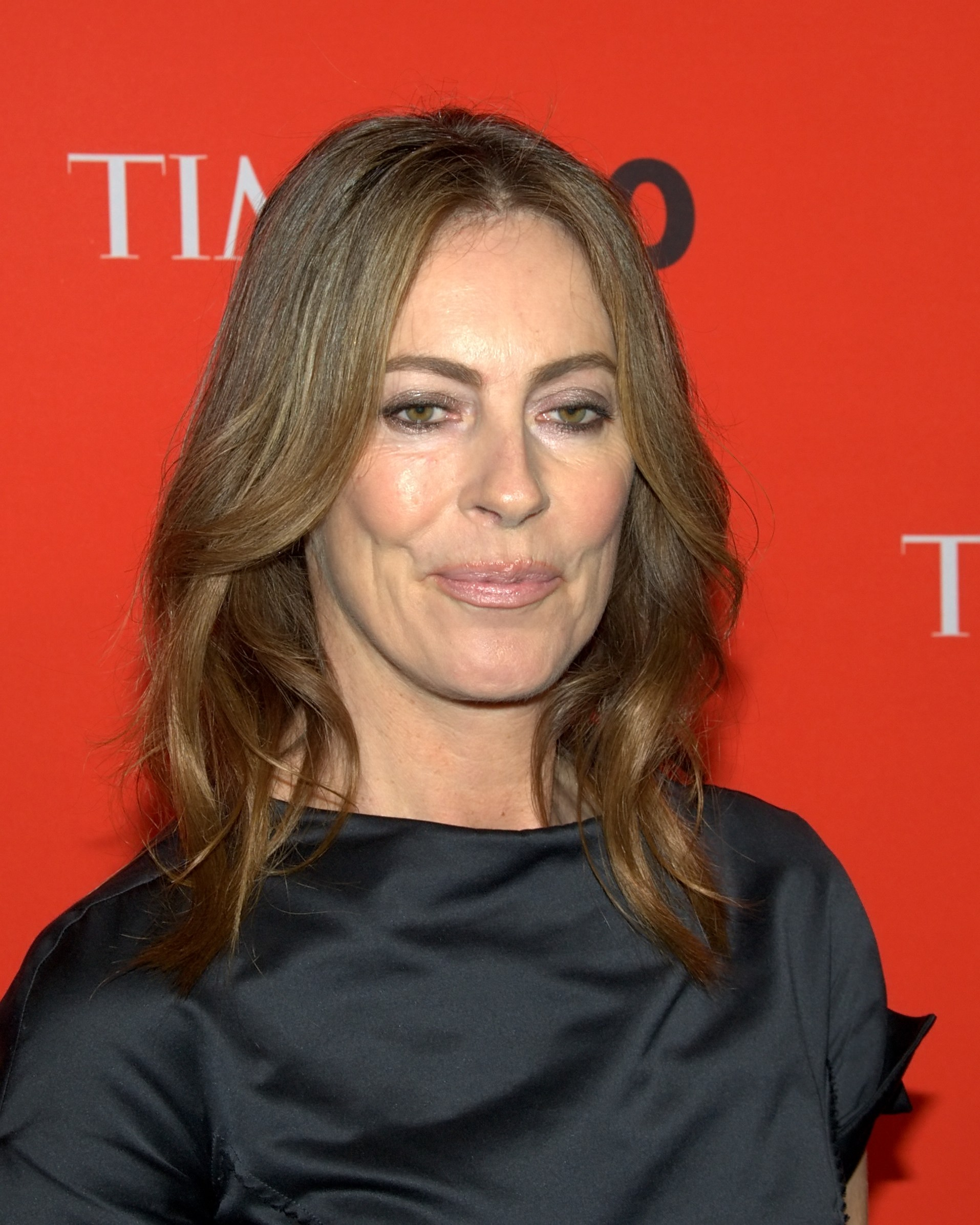
Kathryn Bigelow, prima donna a vincere il premio alla migliore regia.

Di seguito sono riportate le registe che hanno vinto o ottenuto una candidatura nella categoria miglior regista:
- 1977 - Lina Wertmüller per Pasqualino Settebellezze
- 1994 - Jane Campion per Lezioni di piano[48]
- 2004 - Sofia Coppola per Lost in Translation - L'amore tradotto
- 2010 - Kathryn Bigelow per The Hurt Locker - Vinto[49]
- 2018 - Greta Gerwig per Lady Bird
- 2021 - Chloé Zhao per Nomadland - Vinto
- 2021 - Emerald Fennell per Una donna promettente
- 2022 - Jane Campion per Il potere del cane - Vinto[48]
- 2024 - Justine Triet per Anatomia di una caduta
- 2025 - Coralie Fargeat per The Substance

### Registi più anziani e più giovani
|                          | Regia           | Regia   |
| ------------------------ | --------------- | ------- |
| Il più anziano candidato | Martin Scorsese | 81 anni |
| Il più anziano vincitore | Clint Eastwood  | 74 anni |
| Il più giovane candidato | John Singleton  | 24 anni |
| Il più giovane vincitore | Damien Chazelle | 32 anni |

### Altri primati
- Jerome Robbins è l'unico vincitore in questa categoria che ha diretto un solo lungometraggio in tutta la sua vita.
- Solo sei volte nella storia dell'Oscar i registi si sono aggiudicati il premio per il loro primo lungometraggio: Delbert Mann per Marty, vita di un timido (1956), Jerome Robbins per West Side Story (1962), Robert Redford per Gente comune (1981), James L. Brooks per Voglia di tenerezza (1984), Kevin Costner per Balla coi lupi (1991) e Sam Mendes per American Beauty (2000).
- I fratelli Coen sono gli unici fratelli ad aver vinto il premio.
- Chloé Zhao è diventata la prima donna non caucasica ad aver vinto il premio per Nomadland.
- Ang Lee è il primo regista asiatico ad aver vinto il premio. Nel 2013 è diventato il primo regista asiatico a vincere due volte.
- Alfonso Cuarón è diventato il primo regista messicano (e latinoamericano) ad aver vinto il premio, aggiudicatosi per Gravity.
- Francis Ford Coppola è l'unico regista ad essere stato candidato per ogni film di una trilogia (trilogia del Padrino), vincendo per il secondo.
- Lewis Milestone (1929-novembre 1930), John Ford (1940-1941), Joseph L. Mankiewicz (1949-1950) e Alejandro González Iñárritu (2014-2015) sono gli unici quattro registi ad aver vinto due volte consecutivamente in questa categoria.
- Tre team di registi hanno condiviso il premio; Robert Wise e Jerome Robbins per West Side Story nel 1962, Joel ed Ethan Coen per Non è un paese per vecchi nel 2008 e Daniel Kwan e Daniel Scheinert per Everything Everywhere All at Once nel 2023.

## Sceneggiatori
Di seguito sono riportate gli sceneggiatori con almeno 2 premi o 5 candidature nella categoria migliore sceneggiatura non originale e migliore sceneggiatura originale.
Premi
- 3 - Woody Allen
- 3 - Charles Brackett
- 3 - Paddy Chayefsky
- 3 - Francis Ford Coppola
- 3 - Billy Wilder
- 2 - Edward Anhalt
- 2 - Robert Benton
- 2 - Robert Bolt
- 2 - Frank Cavett
- 2 - Ethan Coen
- 2 - Joel Coen
- 2 - Pierre Collings
- 2 - Horton Foote
- 2 - Sheridan Gibney
- 2 - Benjamin Glazer
- 2 - Bo Goldman
- 2 - William Goldman
- 2 - Christopher Hampton
- 2 - Ben Hecht
- 2 - Ruth Prawer Jhabvala
- 2 - Ring Lardner Jr.
- 2 - Alan Jay Lerner
- 2 - Joseph L. Mankiewicz
- 2 - Frances Marion
- 2 - Alexander Payne
- 2 - Mario Puzo
- 2 - Waldo Salt
- 2 - Alvin Sargent
- 2 - Richard Schweizer
- 2 - George Seaton
- 2 - Quentin Tarantino
- 2 - Dalton Trumbo
- 2 - Michael Wilson

Candidature
- 16 - Woody Allen
- 12 - Billy Wilder
- 8 - Federico Fellini
- 8 - John Huston
- 7 - Charles Brackett
- 7 - Ethan Coen
- 7 - Joel Coen
- 6 - Carl Foreman
- 6 - Ben Hecht
- 6 - Eric Roth
- 6 - Oliver Stone

## Film d'animazione

### Regista o produttori con più premi e candidature

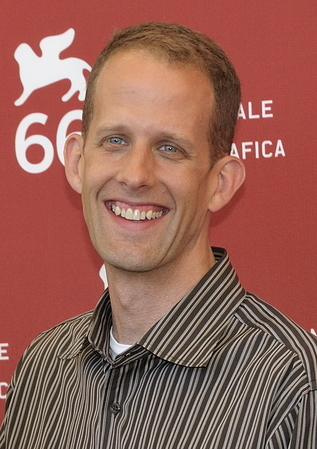
Pete Docter, 3 volte vincitore del premio Oscar al miglior film d'animazione per Up, Inside Out e Soul.

Di seguito sono riportate le persone con il maggior numero di premi o di candidature nella categoria miglior film d'animazione:
Premi
- 3 - Pete Docter
- 2 - Hayao Miyazaki
- 2 - Brad Bird
- 2 - Byron Howard
- 2 - Jonas Rivera
- 2 - Clark Spencer
- 2 - Andrew Stanton
- 2 - Lee Unkrich

Candidature
- 4 - Pete Docter
- 4 - Hayao Miyazaki
- 3 - Brad Bird
- 3 - Ron Clements
- 3 - Dean DeBlois
- 3 - Byron Howard
- 3 - Travis Knight
- 3 - Phil Lord
- 3 - Christopher Miller
- 3 - Tomm Moore
- 3 - Rich Moore
- 3 - Chris Sanders
- 3 - Clark Spencer
- 3 - Toshio Suzuki

### Franchise con più premi o candidature
Premi
- 2 - Toy Story

Candidature
- 4 - Shrek
- 3 - Dragon Trainer
- 3 - Irish Folklore Trilogy
- 3 - Wallace & Gromit
- 2 - Gli Incredibili
- 2 - Kung Fu Panda
- 2 - Toy Story
- 2 - Ralph Spaccatutto

### Casa di produzione con più premi e candidature
Di seguito sono riportate le aziende con il maggior numero di premi o di candidature nella categoria miglior film d'animazione:
Premi
- 11 - Pixar Animation Studios
- 4 - Walt Disney Animation Studios
- 2 - DreamWorks Animation
- 2 - Studio Ghibli
- 1 - Aardman Animations
- 1 - Sony Pictures Animation
- 1 - Netflix Animation
- 1 - Nickelodeon Movies/Animation Studio

Candidature
- 18 - Pixar Animation Studios
- 13 - Walt Disney Animation Studios
- 14 - DreamWorks Animation
- 7 - Studio Ghibli
- 6 - Laika
- 5 - Sony Pictures Animation
- 4 - Cartoon Saloon
- 4 - Aardman Animations
- 4 - Netflix Animation

## Cortometraggi d'animazione
Di seguito sono riportate le persone o le aziende con almeno 2 premi o 6 candidature all'Oscar al miglior cortometraggio d'animazione.
Premi
- 12 - Walt Disney (1932/1969)
- 7 - Fred Quimby (1944/1953)
- 4 - Edward Selzer (1948/1958)
- 3 - Stephen Bosustow (1951/1957)
- 3 - John Hubley (1960/1967)
- 3 - Nick Park (1991/1996)
- 2 - Faith Hubley (1963, 1967)
- 2 - Frédéric Back (1982, 1988)

Candidature
- 39 - Walt Disney (1932/1969)
- 13 - Fred Quimby (1943/1956)
- 13 - Stephen Bosustow (1950/1958)
- 10 - Edward Selzer (1946/1958)
- 10 - Walter Lantz (1934/1956)
- 7 - John Hubley (1960/1978)
- 7 - George Pal (1942/1948)
- 6 - Faith Hubley (1963/1978)
- 6 - Metro-Goldwyn-Mayer (1940/1943)
- 6 - Leon Schlesinger (1932/1944)

## Scenografia

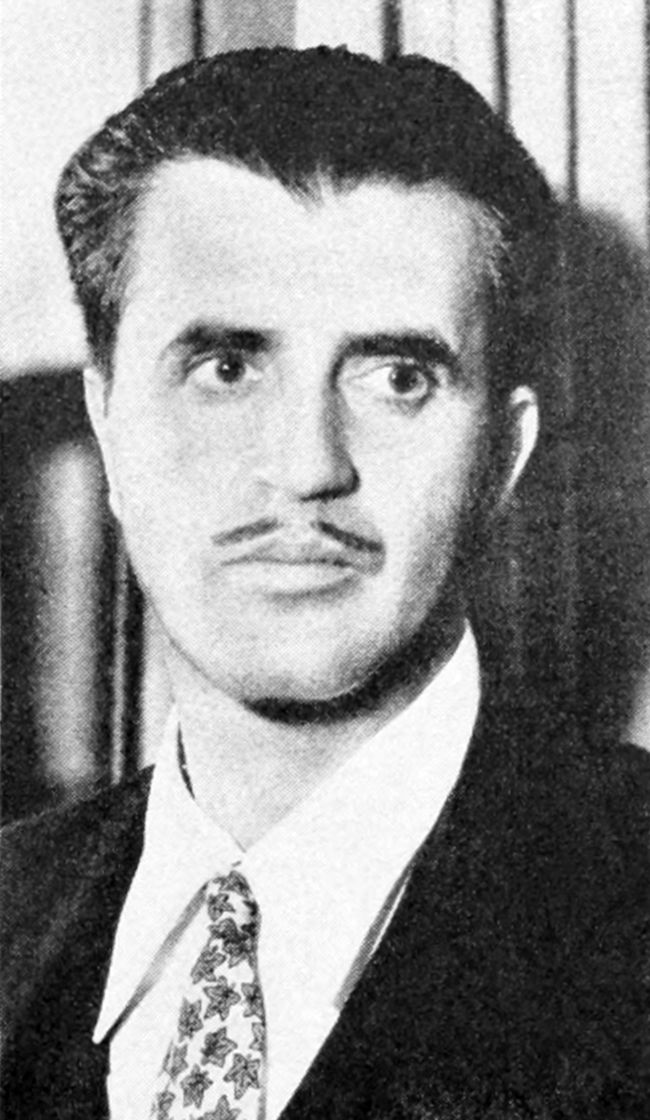
Cedric Gibbons, celebre per aver disegnato la statuetta degli Academy Awards, ha ricevuto il premio alla miglior scenografia 11 volte.

Di seguito sono riportate le persone con almeno 2 premi o 6 candidature alla migliore scenografia.
Premi
- 11 - Cedric Gibbons
- 8 - Edwin B. Willis
- 7 - Richard Day
- 6 - Thomas Little
- 6 - Walter M. Scott
- 5 - Lyle R. Wheeler
- 4 - John Box
- 4 - Sam Comer
- 4 - Keogh Gleason
- 4 - George James Hopkins

Candidature
- 38 - Cedric Gibbons
- 32 - Edwin B. Willis
- 29 - Lyle R. Wheeler
- 26 - Sam Comer
- 23 - Hal Pereira
- 22 - Hans Dreier
- 21 - Thomas Little
- 21 - Walter M. Scott
- 20 - Richard Day
- 17 - George W. Davis
- 15 - Roland Anderson

## Fotografia
Di seguito sono riportate le persone con almeno 3 premi o 10 candidature nelle categoria migliore fotografia.
Premi
- 4 - Joseph Ruttenberg
- 4 - Leon Shamroy
- 3 - Conrad L. Hall
- 3 - Winton Hoch
- 3 - Emmanuel Lubezki (consecutivi)
- 3 - Arthur Miller
- 3 - Robert Richardson
- 3 - Vittorio Storaro
- 3 - Robert Surtees
- 3 - Freddie Young

Candidature
- 18 - Charles Lang
- 18 - Leon Shamroy
- 16 - Roger Deakins
- 16 - Robert Surtees
- 14 - Harry Stradling Sr.
- 13 - George Folsey
- 10 - Conrad L. Hall
- 10 - James Wong Howe
- 10 - Robert Richardson
- 10 - Joseph Ruttenberg

## Costumi

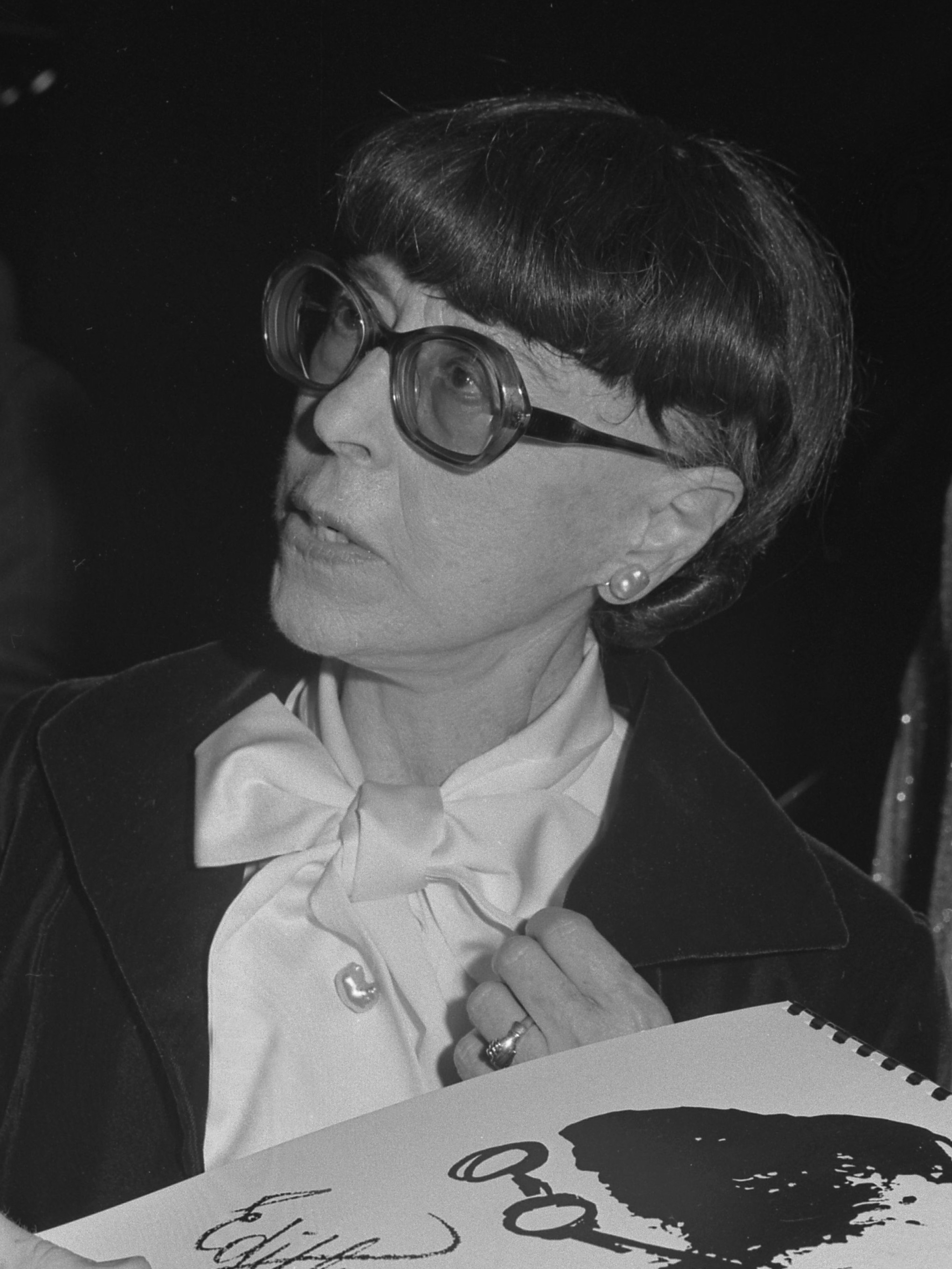
Edith Head è la donna con più Oscar vinti e con più candidature all'Oscar nella storia del cinema. Ha vinto 8 statuette su 35 candidature ottenute.

Di seguito sono riportate le persone con almeno 3 premi o 14 candidature per l'Oscar ai migliori costumi.
Premi
- 8 - Edith Head
- 5 - Irene Sharaff
- 4 - Colleen Atwood
- 4 - Milena Canonero
- 3 - James Acheson
- 3 - Jenny Beavan
- 3 - Dorothy Jeakins
- 3 - Charles LeMaire
- 3 - Orry-Kelly
- 3 - Anthony Powell
- 3 - Sandy Powell

Candidature
- 35 - Edith Head
- 16 - Charles LeMaire
- 15 - Sandy Powell
- 15 - Irene Sharaff
- 14 - Jean Louis
- 12 - Colleen Atwood
- 12 - Jenny Beavan
- 12 - Dorothy Jeakins
- 10 - Walter Plunkett
- 10 - Helen Rose
- 10 - Bill Thomas

## Trucco e acconciatura

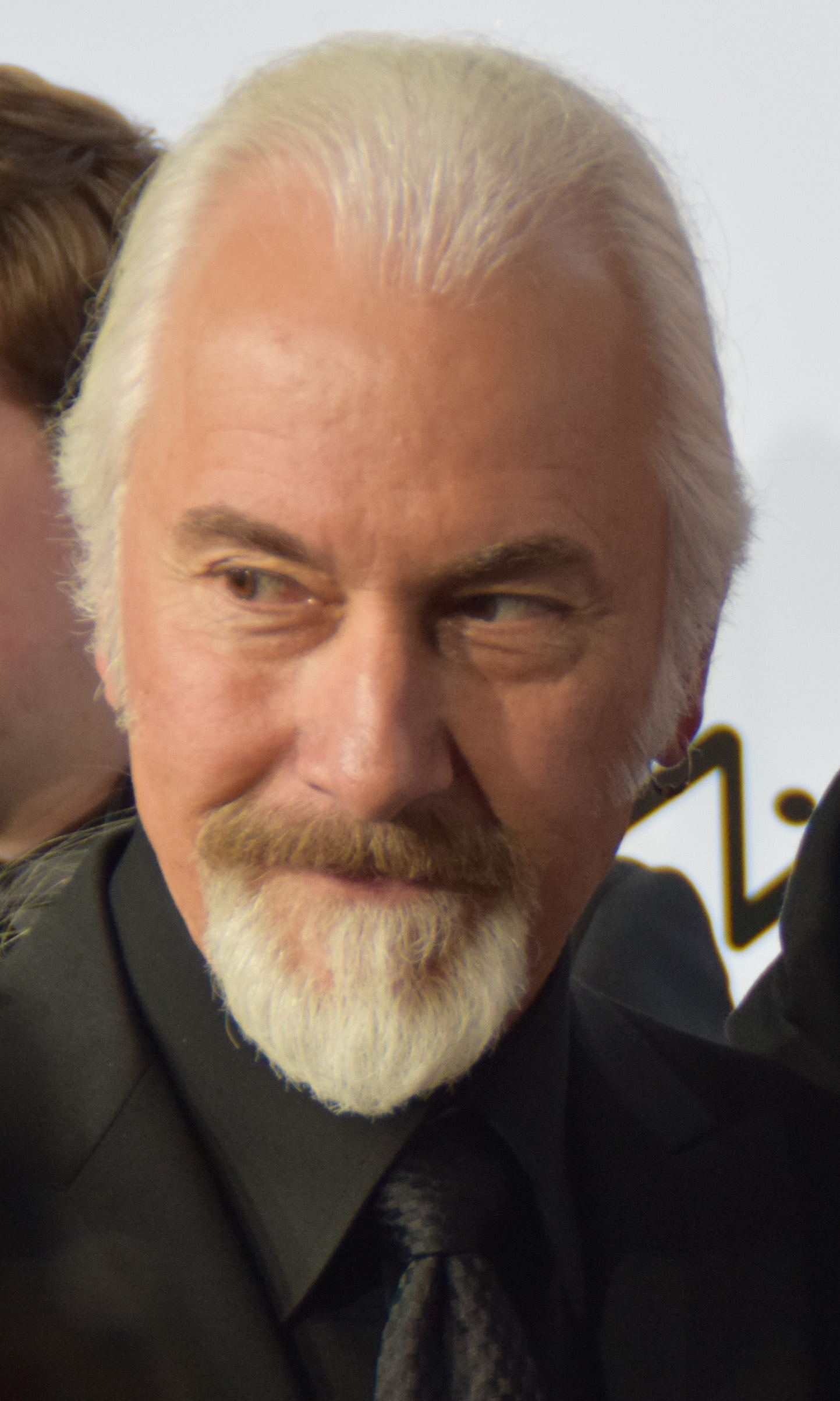
Rick Baker, vincitore di 7 premi Oscar al miglior trucco su 11 candidature totali.

Di seguito sono riportate le persone con almeno 3 premi o 14 candidature per l'Oscar al miglior trucco e acconciatura.
Premi
- 7 - Rick Baker
- 4 - Greg Cannom
- 3 - Ve Neill
- 2 - David LeRoy Anderson
- 2 - Michèle Burke
- 2 - Mark Coulier
- 2 - Kazu Hiro
- 2 - Richard Taylor
- 2 - Yolanda Toussieng

Candidature
- 11 - Rick Baker
- 10 - Greg Cannom
- 8 - Ve Neill
- 6 - Michèle Burke
- 5 - Matthew W. Mungle
- 4 - Mark Coulier
- 4 - Joel Harlow
- 4 - Kazu Hiro
- 4 - Aldo Signoretti
- 4 - Yolanda Toussieng
- 4 - Michael Westmore
- 4 - Stan Winston

## Montaggio
Di seguito sono riportate le persone con almeno 2 premi o 6 candidature all'Oscar al miglior montaggio.
Premi
- 3 - Ralph Dawson
- 3 - Michael Kahn
- 3 - Daniel Mandell
- 3 - Thelma Schoonmaker[2]
- 2 - Kirk Baxter
- 2 - Harry Gerstad
- 2 - Joe Hutshing
- 2 - Harold F. Kress
- 2 - William A. Lyon
- 2 - Gene Milford
- 2 - Conrad A. Nervig
- 2 - William Reynolds
- 2 - Pietro Scalia
- 2 - Arthur Schmidt
- 2 - Angus Wall
- 2 - Paul Weatherwax
- 2 - Ralph E. Winters

Candidature
- 9 - Thelma Schoonmaker
- 8 - Michael Kahn
- 7 - Barbara McLean
- 7 - William Reynolds
- 6 - Gerry Hambling
- 6 - Frederic Knudtson
- 6 - Harold F. Kress
- 6 - William A. Lyon
- 6 - Walter Murch
- 6 - Ralph E. Winters

## Colonna sonora e canzone originale

### Più premi e candidature per la migliore colonna sonora

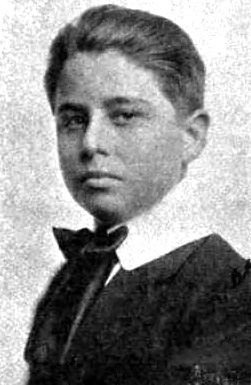
Alfred Newman, vincitore del premio Oscar alla miglior colonna sonora 9 volte.

Di seguito sono riportate le persone con almeno 3 premi o 14 candidature nelle categoria migliore colonna sonora.
Premi
- 9 - Alfred Newman
- 5 - John Williams
- 4 - John Barry
- 4 - Johnny Green
- 4 - Alan Menken
- 4 - André Previn
- 3 - Saul Chaplin
- 3 - Ken Darby
- 3 - Adolph Deutsch
- 3 - Roger Edens
- 3 - Ray Heindorf
- 3 - Maurice Jarre
- 3 - Miklós Rózsa
- 3 - Morris Stoloff
- 3 - Dimitri Tiomkin

Candidature
- 49 - John Williams
- 41 - Alfred Newman
- 20 - Max Steiner
- 19 - Victor Young
- 17 - Jerry Goldsmith
- 17 - Ray Heindorf
- 17 - Morris Stoloff
- 16 - Miklós Rózsa
- 14 - Thomas Newman
- 14 - Alex North
- 14 - Dimitri Tiomkin

### Più premi e candidature per la migliore canzone

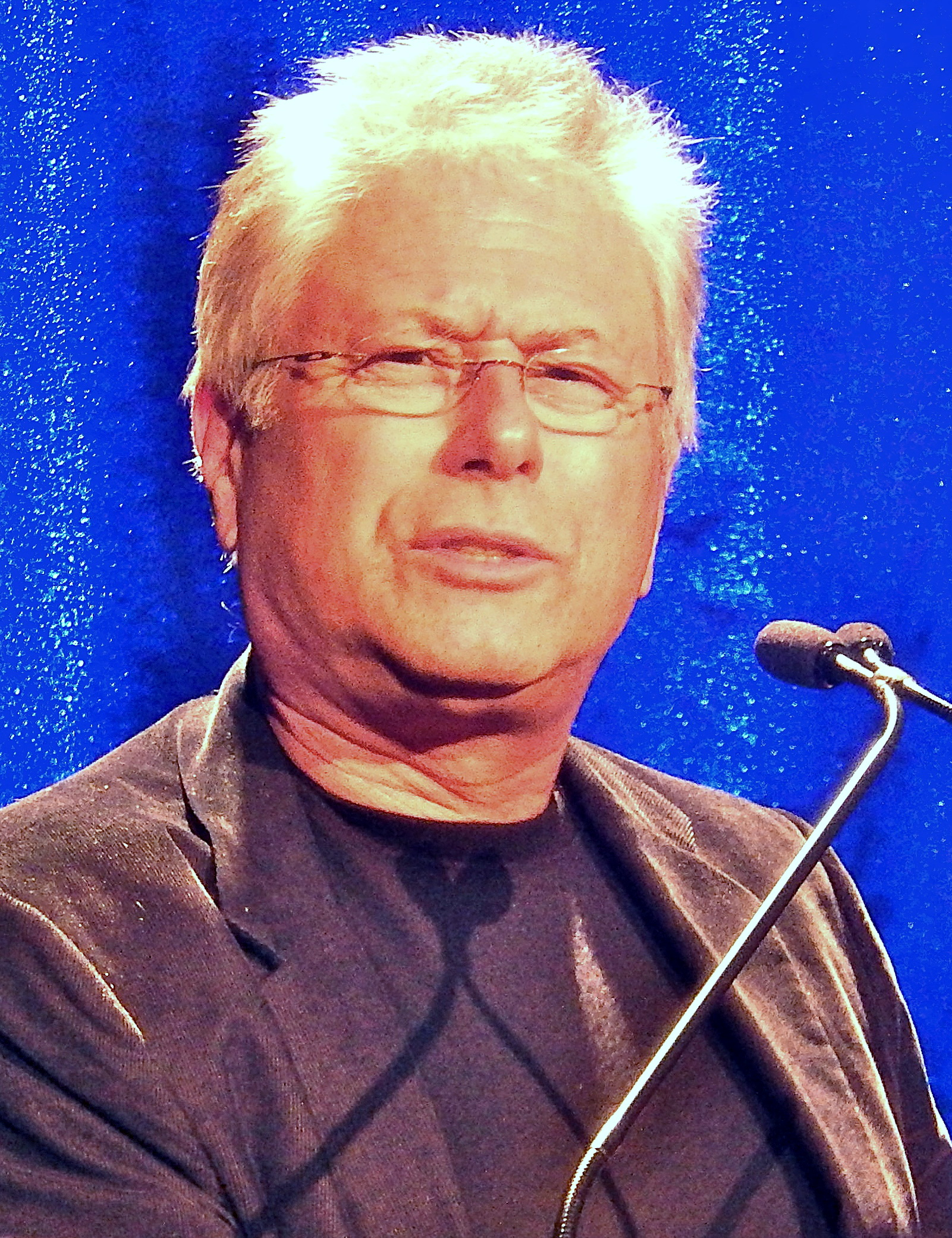
Alan Menken, vincitore di 8 Oscar in categorie musicali.

Di seguito sono riportate le persone con almeno 3 premi o 14 candidature nelle categoria migliore canzone.
Premi
- 4 - Sammy Cahn
- 4 - Alan Menken
- 4 - Johnny Mercer
- 4 - Jimmy Van Heusen
- 3 - Ray Evans
- 3 - Jay Livingston
- 3 - Tim Rice
- 3 - Harry Warren
- 3 - Paul Francis Webster

Candidature
- 26 - Sammy Cahn
- 18 - Johnny Mercer
- 16 - Paul Francis Webster
- 15 - Alan Bergman
- 15 - Marilyn Bergman
- 15 - Diane Warren
- 14 - Alan Menken
- 14 - Jimmy Van Heusen
- 13 - Randy Newman
- 11 - Henry Mancini
- 11 - Harry Warren
- 11 - Ned Washington

## Sonoro
Di seguito sono riportate le persone con almeno 3 premi o 14 candidature nelle categoria miglior sonoro.
Premi
- 7 - Gary Rydstrom
- 5 - Metro-Goldwyn-Mayer (Douglas Shearer)
- 5 - Todd-AO (Fred Hynes)
- 4 - Bob Beemer
- 4 - Mark Berger
- 4 - Christopher Boyes
- 4 - Richard King
- 4 - Gregg Landaker
- 4 - Scott Millan
- 4 - Gary Summers

Candidature
- 24 - Andy Nelson
- 22 - Kevin O'Connell
- 19 - Gary Rydstrom
- 17 - Columbia Studio (John Livadary)
- 16 - Samuel Goldwyn Studio (Gordon E. Sawyer)
- 16 - Greg P. Russell
- 15 - Christopher Boyes
- 15 - Metro-Goldwyn-Mayer (Douglas Shearer)
- 15 - Randy Thom
- 15 - Warner Bros. Studios (Nathan Levinson)
- 14 - Donald O. Mitchell
- 13 - Michael Minkler

## Effetti visivi

### Effetti speciali (1940-1963)
Di seguito sono riportate le persone o le aziende con almeno 2 premi o 5 candidature all'Oscar ai migliori effetti speciali, in vigore dal 1940 al 1963.
Premi
- 3 - A. Arnold Gillespie (1945/1960)
- 2 - Farciot Edouart (1942, 1943)[N 1]
- 2 - Gordon Jennings (1942, 1943)[N 1]
- 2 - Fred Sersen (1940, 1941)
- 2 - Douglas Shearer (1945, 1948)
- 2 - John P. Fulton (1946, 1957)
- 2 - Louis Mesenkop (1942, 1943)[N 1]
- 2 - Warren Newcombe (1945, 1948)
- 2 - Robert MacDonald (1960, 1963)
- 2 - Thomas Howard (1947, 1959)
- 2 - Paramount Studio (1954, 1956)

Candidature
- 12 - A. Arnold Gillespie (1940/1963)
- 9 - Farciot Edouart (1940/1948)
- 9 - Gordon Jennings (1940/1948)
- 8 - Fred Sersen (1940/1949)
- 7 - Nathan Levinson (1940/1947)
- 6 - Douglas Shearer (1940/1948)
- 6 - John P. Fulton (1941/1957)
- 5 - Roger Heman (1943/1949)
- 5 - Jack Cosgrove (1940/1946)

### Effetti visivi (dal 1964)

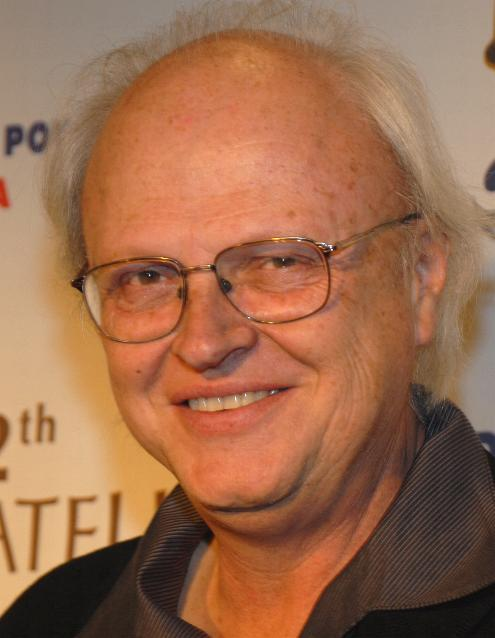
Dennis Muren, la persona vivente con il maggior numero di Oscar vinti. Ben 8 premi ricevuti nella categoria ai migliori effetti visivi.

Di seguito sono riportate le persone con almeno 3 premi o 6 candidature all'Oscar ai migliori effetti visivi, in vigore dal 1964.
Premi
- 8 - Dennis Muren
- 5 - Joe Letteri
- 5 - Ken Ralston
- 4 - Richard Edlund
- 4 - L. B. Abbott
- 4 - Glen Robinson
- 3 - Andrew Lockley
- 3 - Stan Winston
- 3 - Paul Lambert
- 3 - Robert Legato
- 3 - Carlo Rambaldi
- 3 - Alex Funke
- 3 - Jim Rygiel
- 3 - Randall William Cook

Candidature
- 15 - Dennis Muren
- 13 - Dan Sudick
- 11 - John Frazier
- 11 - Joe Letteri
- 10 - Richard Edlund
- 8 - Neil Corbould
- 8 - Ken Ralston
- 6 - John Bruno
- 6 - Chris Corbould
- 6 - Russell Earl
- 6 - Scott Farrar
- 6 - Roger Guyett
- 6 - John Knoll
- 6 - John Richardson
- 6 - Phil Tippett
- 6 - Stan Winston